# Darkbloom
Darkbloom je split EP kanadských umělců Grimes a d'Eona. EP bylo vydáno 18. dubna 2011 ve spolupráci mezi vydavatelstvími Arbutus Records a Hippos in Tanks. Darkbloom bylo stvořeno společně hudebnicí Grimes a d'Eonem, ale nahráno bylo odděleně. Grimes se ujala natáčení videoklipu pro skladbu "Vanessa", poté, co nebyla spokojená s videoklipem k písni "Crystal Ball".

## Seznam skladeb
Skladby 1-5 byly nahrány, napsány a produkovány hudebnicí Grimes. Skladby 6-9 byly nahrány, napsány a produkovány d'Eonem.
| Pořadí         | Název                | Délka |
| -------------- | -------------------- | ----- |
| 1.             | Orphia               | 1:09  |
| 2.             | Vanessa              | 5:24  |
| 3.             | Crystal Ball         | 3:16  |
| 4.             | Urban Twilight       | 4:16  |
| 5.             | Hedra                | 3:39  |
| 6.             | Telepathy            | 3:03  |
| 7.             | Thousand Mile Trench | 6:00  |
| 8.             | Tongues              | 4:02  |
| 9.             | Transparency         | 5:30  |
| Celková délka: | Celková délka:       | 36:19 |

## Obsazení
Kredity alba Darkbloom převzaté z textu na obalu.
- Grimes – zpěv, produkce (1-5)
- d'Eon – zpěv, produkce (6–9)
- Jasper Baydala – design
- Sebastian Cowan – dodatečný mixing
- Sadaf Hakimian – fotografie
- Tyler Los-Jones – obal alba

## Historie vydání
| Země                   | Datum           | Vydavatelství                    | Formát            |
| ---------------------- | --------------- | -------------------------------- | ----------------- |
| Velká Británie         | 18. dubna 2011  | Arbutus Records, Hippos in Tanks | digitální stažení |
| Kanada                 | 19. dubna 2011  | Arbutus Records, Hippos in Tanks | CD                |
| Kanada                 | 10. května 2011 | Arbutus Records, Hippos in Tanks | 12"               |
| Kanada                 | 17. května 2011 | Arbutus Records, Hippos in Tanks | Digitální stažení |
| Spojené státy americké | 17. května 2011 | Arbutus Records, Hippos in Tanks | Digitální stažení |